# Les Hôpitaux-Neufs
Les Hôpitaux-Neufs és un municipi francès situat al departament del Doubs i a la regió de Borgonya - Franc Comtat. L'any 2007 tenia 708 habitants.

## Demografia

### Població
El 2007 la població de fet de Les Hôpitaux-Neufs era de 708 persones. Hi havia 320 famílies de les quals 128 eren unipersonals (52 homes vivint sols i 76 dones vivint soles), 72 parelles sense fills, 92 parelles amb fills i 28 famílies monoparentals amb fills.
La població ha evolucionat segons el següent gràfic:
Habitants censats

### Habitatges
El 2007 hi havia 656 habitatges, 329 eren l'habitatge principal de la família, 303 eren segones residències i 24 estaven desocupats. 289 eren cases i 366 eren apartaments. Dels 329 habitatges principals, 198 estaven ocupats pels seus propietaris, 116 estaven llogats i ocupats pels llogaters i 15 estaven cedits a títol gratuït; 5 tenien una cambra, 68 en tenien dues, 89 en tenien tres, 50 en tenien quatre i 117 en tenien cinc o més. 268 habitatges disposaven pel capbaix d'una plaça de pàrquing. A 168 habitatges hi havia un automòbil i a 139 n'hi havia dos o més.

### Piràmide de població
La piràmide de població per edats i sexe el 2009 era:
| Homes | Edats   | Dones |
| ----- | ------- | ----- |
| 0     | 95 o +  | 0     |
| 0     | 90 a 94 | 0     |
| 4     | 85 a 89 | 0     |
| 4     | 80 a 84 | 4     |
| 8     | 75 a 79 | 0     |
| 4     | 70 a 74 | 8     |
| 12    | 65 a 69 | 12    |
| 8     | 60 a 64 | 8     |
| 4     | 55 a 59 | 0     |
| 20    | 50 a 54 | 24    |
| 8     | 45 a 49 | 20    |
| 16    | 40 a 44 | 16    |
| 44    | 35 a 39 | 24    |
| 28    | 30 a 34 | 28    |
| 24    | 25 a 29 | 32    |
| 4     | 20 a 24 | 8     |
| 12    | 15 a 19 | 12    |
| 8     | 10 a 14 | 12    |
| 8     | 5 a 9   | 28    |
| 16    | 0 a 4   | 24    |

## Economia
El 2007 la població en edat de treballar era de 490 persones, 410 eren actives i 80 eren inactives. De les 410 persones actives 383 estaven ocupades (224 homes i 159 dones) i 27 estaven aturades (7 homes i 20 dones). De les 80 persones inactives 18 estaven jubilades, 31 estaven estudiant i 31 estaven classificades com a «altres inactius».

### Ingressos
El 2009 a Les Hôpitaux-Neufs hi havia 362 unitats fiscals que integraven 765 persones, la mediana anual d'ingressos fiscals per persona era de 28.094 €.

### Activitats econòmiques
Dels 48 establiments que hi havia el 2007, 1 era d'una empresa alimentària, 4 d'empreses de construcció, 12 d'empreses de comerç i reparació d'automòbils, 4 d'empreses de transport, 9 d'empreses d'hostatgeria i restauració, 5 d'empreses financeres, 4 d'empreses immobiliàries, 1 d'una empresa de serveis, 5 d'entitats de l'administració pública i 3 d'empreses classificades com a «altres activitats de serveis».
Dels 20 establiments de servei als particulars que hi havia el 2009, 1 era una gendarmeria, 1 oficina de correu, 3 oficines bancàries, 1 taller de reparació d'automòbils i de material agrícola, 2 guixaires pintors, 1 fusteria, 2 perruqueries, 5 restaurants, 3 agències immobiliàries i 1 saló de bellesa.
Dels 9 establiments comercials que hi havia el 2009, 1 era un hipermercat, 1 una botiga de més de 120 m², 1 una botiga de menys de 120 m², 1 una fleca, 1 una peixateria, 1 una llibreria, 1 una botiga de material de revestiment de parets i terra i 2 floristeries.

## Equipaments sanitaris i escolars
L'únic equipament sanitari que hi havia el 2009 era una farmàcia.
El 2009 hi havia una escola maternal.

## Poblacions més properes
El següent diagrama mostra les poblacions més properes.